# از پا افتاده
از پا افتاده (به انگلیسی: The Rundown) یا به جنگل خوش آمديد (به انگلیسی: Welcome to the Jungle) فیلمی به کارگردانی پیتر برگ محصول سال ۲۰۰۳ آمریکا است که از بازیگران اصلی آن می‌توان به دواین جانسون، شان ویلیام اسکات، رزاریو داوسون، کریستوفر واکن، ایون برمنر، ارنی ریس جونیور اشاره کرد. آرنولد شوارتزنگر نیز در این فیلم به صورت کمیو حضور داشته‌است.